# Lenka Háječková
Lenka Háječková (* 18. April 1978 in Prag als Lenka Felbabová) ist eine tschechische Volleyball- und Beachvolleyballspielerin.

## Karriere
Háječková spielte 1998 in Vasto und Espinho ihre ersten internationalen Beachvolleyball-Turniere mit Irena Šťovíčková. In den folgenden Jahren trat sie mit Markéta Tychnová, Marika Těknědžjanová, Lucie Švarcová und Michaela Maixnerová an. Dabei erreichte sie in Portici 1999 und Xylokastro 2000 den neunten und siebten Rang. 2002 spielte Hajeckova bei der Volleyball-Weltmeisterschaft in Deutschland, wo die tschechische Nationalmannschaft in der Vorrunde unter anderem an der DVV-Auswahl scheiterte. Im folgenden Jahr bildete Háječková im Sand ein neues Duo mit Petra Novotná und belegte bei den Europameisterschaften 2003 in Alanya und 2004 in Timmendorfer Strand die Plätze neunzehn und neun. Vier Jahre später erreichten Háječková/Novotná bei der EM in Hamburg Rang 17. Anschließend trennten sich ihre Wege. 2009 gelang Háječková an der Seite von Soňa Nováková-Dosoudilová ein vierter Platz in Den Haag und der Einzug ins Finale des CEV-Turniers in Blackpool.
2010 in Rom trat Háječková erstmals mit ihrer neuen Partnerin Hana Klapalová an. Das neue Duo schaffte es sofort in die Top Ten mehrerer Turniere. Bei der Weltmeisterschaft 2011 sowie bei den Europameisterschaften 2011 und 2012 standen Háječková/Klapalová jeweils im Halbfinale. Bei den Olympischen Spielen in London landeten die Tschechinnen auf Rang 17.